# Do Hoogland
Isidora Frederika (Do) van Dalsum-Mogendorff, (Amsterdam, 21 juni 1907 - ?, 2 juni 1985) was een Nederlands acteur, choreograaf, danser en vertaler. Ze werd bekend onder de namen Do Hoogland en Do van Dalsum.

## Leven en werk
Do Hoogland werd geboren in een liberaal-joods gezin, als een dochter van huisarts Emanuel Mogendorff en Aline Flesseman. Ze was een tweelingzus van kunstenares Ro Mogendorff (1907-1969). Op de hbs speelde ze als 16-jarige de titelrol in Vondels Joseph in Dotan.
Hoogland bezocht de  Amsterdamse Toneelschool en debuteerde in 1926 als actrice bij het gezelschap Het Verenigd Tooneel van Eduard Verkade. In 1930 trouwde ze met toneelspeler Albert van Dalsum (1889-1971). Ze vertaalde voor haar man toneelstukken vanuit het Duits, Engels en Frans, waaronder "De reis van Noach op de wateren" (1932), naar Noé  van André Obey, Eindexamen (1933), naar Die Reifeprüfung van Max Dreyer en "De roman van John Loving" (1935) naar Days Without End van Eugene O'Neill en verzorgde de choreografie voor onder andere Een Midzomernachtsdroom (1936), Gijsbreght van Aemstel (1937), Adam in ballingschap (1940) en Veel leven om niets (1945). Als Do van Dalsum danste ze bij het Scapino Ballet (1947-1948).